# Riola
Riola é um município da Espanha, na província de Valência, Comunidade Valenciana. Tem 5,6 km² de área e em 2021 tinha 1 780 habitantes (densidade: 317,9 hab./km²). Pertence à comarca da Ribera Baixa e limita com os municípios de Sueca, Corbera, Fortaleny e Polinyà de Xúquer.